# Zwartborstbergtangare
De zwartborstbergtangare (Cnemathraupis exima synoniem: Buthraupis eximia) is een zangvogel uit de familie Thraupidae (tangaren).

## Verspreiding en leefgebied
Deze soort telt 4 ondersoorten:
- C. e. eximia: noordoostelijk Colombia en westelijk Venezuela.
- C. e. zimmeri: het westelijke deel van Centraal-Colombia.
- C. e. chloronota: zuidelijk Colombia en noordwestelijk Ecuador.
- C. e. cyanocalyptra: zuidelijk Ecuador en noordelijk Peru.